# Instituto de Investigaciones sobre la Universidad y la Educación
El Instituto de Investigaciones sobre la Universidad y la Educación (IISUE) de la Universidad Nacional Autónoma de México (UNAM) es un instituto de investigación de dicha universidad. Fue creado a partir del Centro de Estudios sobre la Universidad (CESU) en 1976. 

## Historia
La creación del Centro de Estudios sobre la Universidad y la Educación (CESU), ocurrió durante el rectorado de Guillermo Soberón Acevedo el 15 de noviembre de 1976. El CESU surgió como una entidad para estudiar la historia y el presente de la universidad y no tardó mucho tiempo en incorporar la dimensión pedagógica en su actividad convirtiendo al CESU en un referente de la investigación educativa en el país.
En sesión extraordinaria del 29 de septiembre de 2006, casi al término del rectorado de Juan Ramón De la Fuente Ramírez, por un acuerdo del Consejo Universitario para modificar el Estatuto General de la UNAM, el CESU se transforma en el Instituto de Investigaciones sobre la Universidad y la Educación (IISUE).
También el Centro de Investigaciones y Servicios Educativos (CISE), el Centro de Didáctica y la Comisión de Nuevos Métodos de Enseñanza, semilleros de la investigación histórica y social, fueron precursores del IISUE.
El IISUE adquirió la responsabilidad de administrar el Museo UNAM Hoy, que abrió sus puertas en 2015, durante el rectorado de José Narro Robles.

### Composición del personal académico
La planta académica se integra por 43 investigadores titulares y 23 investigadores asociados. El IISUE cuenta además con un investigador emérito. También cuenta con 41 Técnicos Académicos.

## Archivo Histórico de la UNAM (AHUNAM)
Mediante el AHUNAM, se realizan tareas cruciales para la gestión archivística de fondos y colecciones que tienen un alto valor cultural y testimonial para la UNAM y, por tanto, para la nación. Entre ellas, una de las principales ha sido la articulación de la información sobre los aspectos archivísticos en un registro único. Con lo que se logra tener la información completa de sus 171 fondos  y colecciones, que están en constante crecimiento.
Entre sus principales fondos se encuentran: Aurelio Robles Acevedo, Rafael Chousal, Ezequiel A. Chávez, Francisco Urquizo y Martín Luis Guzmán, Jaime Torres Bodet y siete fondos del movimiento estudiantil de 1968, entre otros. Próximamente se agregarán a esta lista el fondo de Heberto Castillo y el archivo de Guillermo Soberón, ex rector.
También se brinda atención al público. Es posible mencionar que el sitio web se convirtió en la plataforma central de las consultas al Archivo. Asimismo el AHUNAM ha desarrollado dos micrositios, el portal “Zapata en la UNAM” y “Autónoma: 90 años de libertades universitarias".

## Dirección
| Nombre                            | Periodos                                                                    |
| Gabriela de la Cruz Flores        | Noviembre 2022 - fecha actual                                               |
| Hugo Casanova Cardiel             | Noviembre 2018 - noviembre de 2022                                          |
| Mario Rueda Beltrán               | Noviembre de 2014 - noviembre de 2018                                       |
| Lourdes Margarita Chehaibar Náder | Noviembre de 2010 - noviembre de 2014 Noviembre de 2006 - noviembre de 2010 |

| Nombre                      | Periodos                                                    |
| Axel Didriksson Takayanagui | Marzo de 2003 - noviembre de 2006                           |
| Ángel Rogelio Díaz Barriga  | Marzo de 1999 - marzo de 2003 Marzo de 1995 - marzo de 1999 |
| Humberto Muñoz García       | Junio de 1993 - marzo de 1995                               |
| María del Refugio González  | Enero de 1985 - junio de 1993                               |
| José Luis Barros Horcasitas | Marzo de 1983 - enero de 1985                               |
| Cuauhtémoc Valdés Olmedo    | Enero de 1981 - febrero de 1982                             |
| Elena Jeannetti Dávila      | Noviembre de 1976 - diciembre de 1980                       |

## Publicaciones
2024
- La educación en el sexenio 2018-2024. Miradas desde la investigación educativa
- Itinerarios de escritura de mujeres. Experiencias desde la diferencia sexual en la historia de México, siglos XVI al XIX
- Educar para civilizar e integrar: colegios de hijos de caciques araucanos y clero indígena en Chile (siglo XVIII)
- ¿Hasta cuándo? Violencias sexistas en la universidad
- Los actores de la educación media superior

2023
- La década COVID en México. Los desafíos de la pandemia desde las ciencias sociales y las humanidades. Educación, conocimiento e innovación
- Movimientos estudiantiles en México, siglo XX
- Educación, política y conflicto en la historia reciente de América Latina:. abordajes metodológicos e historiográficos
- Ciencia y sociedad. Estudios sobre el quehacer científico en México, siglos XVI al XX
- Fraguando pedagogías. Experiencias y saberes desde la docencia y la academia sobre educación en contextos de reclusión
- La RIEMS en las aulas de Baja California. una mirada antropológica
- Pedagogías alternativas. Lecciones y transgresiones de la escritura del género en México (siglos XX y XXI)
- Movilidad y migraciones. en contextos actuales de la Educación superior
- Currículum, subjetividades y nuevas tecnologías
- Psicoanálisis, educación y cultura. Presencias, omisiones y resistencias al inconsciente